# Karmosbéka
A karmosbéka (Xenopus) a békák (Anura) rendjébe sorolt pipabékafélék (Pipidae) családjának egyik neme. Tudományos nevét a görög ξενος, (xenos=furcsa) és a πους, (pous=láb) szavakból alkották.

## Származása, elterjedése
Fajai az afrotropikus faunaterületen, tehát Afrika trópusi és szubtrópusi területein, a Szaharától délre honosak. Legismertebb faja a dél-afrikai karmosbéka (Xenopus laevis), amelyet a fejlődésbiológia, molekuláris biológia, toxikológia és az idegtudomány modellszervezetként tanulmányoz — egyúttal a terraristák is igen kedvelik.

## Megjelenése, felépítése
Teste lapult, enyhén tojásdad, áramvonalas. Az áramlás érzékelésére szolgáló, öltésszerű oldalvonal kivételével sima bőrét rendkívül csúszós nyálkaréteg borítja. 
Háromujjú lábain az ujjak végén feltűnő karom látható. Erőteljes hátsó lábának ujjai között teljes úszóhártya feszül.
Szeme a fejtetőn ül. Pupillája kerek, szemhéja nem mozgatható. Nyelve nincs, dobhártyája belső.
Különlegessége, hogy a legtöbb kétéltűtől eltérően vérében nincs haptoglobin.

## Életmódja, élőhelye
Iszapos tavakban él. Kitűnően úszik.

## Fajai
A 21. század elejére húsz faját írták le:
- Xenopus allofraseri Evans, Carter, Greenbaum, Gvoždík, Kelley, McLaughlin, Pauwels, Portik, Stanley, Tinsley, Tobias, and Blackburn, 2015
- Xenopus amieti Kobel, du Pasquier, Fischberg & Gloor, 1980
- Xenopus andrei Loumont, 1983
- Xenopus borealis Parker, 1936
- Xenopus boumbaensis Loumont, 1983
- Xenopus calcaratus Peters, 1875
- Xenopus clivii Peracca, 1898
- Xenopus epitropicalis Fischberg, Colombelli & Picard, 1982
- Xenopus eysoole Evans, Carter, Greenbaum, Gvoždík, Kelley, McLaughlin, Pauwels, Portik, Stanley, Tinsley, Tobias, and Blackburn, 2015
- Xenopus fischbergi Evans, Carter, Greenbaum, Gvoždík, Kelley, McLaughlin, Pauwels, Portik, Stanley, Tinsley, Tobias, and Blackburn, 2015
- Xenopus fraseri Boulenger, 1905
- Xenopus gilli Rose & Hewitt, 1927
- Xenopus itombwensis Evans, Carter, Tobias, Kelley, Hanner & Tinsley, 2008
- Xenopus kobeli Evans, Carter, Greenbaum, Gvoždík, Kelley, McLaughlin, Pauwels, Portik, Stanley, Tinsley, Tobias, and Blackburn, 2015
- Dél-afrikai karmosbéka (Xenopus laevis) (Daudin, 1802)
- Afrikai karmosbéka (Xenopus largeni) Tinsley, 1995
- Xenopus lenduensis Evans, Greenbaum, Kusamba, Carter, Tobias, Mendel & Kelley, 2011
- Xenopus longipes Loumont & Kobel, 1991
- Xenopus kobeli Evans, Carter, Greenbaum, Gvoždík, Kelley, McLaughlin, Pauwels, Portik, Stanley, Tinsley, Tobias, and Blackburn, 2015
- Xenopus muelleri (Peters, 1844)
- Xenopus parafraseri Evans, Carter, Greenbaum, Gvoždík, Kelley, McLaughlin, Pauwels, Portik, Stanley, Tinsley, Tobias, and Blackburn, 2015
- Xenopus petersii Bocage, 1895
- Xenopus pygmaeus Loumont, 1986
- Xenopus ruwenzoriensis Tymowska & Fischberg, 1973
- Xenopus tropicalis (Gray, 1864)
- Xenopus vestitus Laurent, 1972
- Xenopus victorianus Ahl, 1924
- Xenopus wittei Tinsley, Kobel & Fischberg, 1979